# Biosphere
Biosphere alias Geir Jenssen (Tromsø, 30 mei 1962) is een Noors musicus die een opmerkelijk oeuvre aan ambientmuziek heeft geproduceerd. Hij staat bekend om zijn eigen specifieke ambient-techno- en arctic-ambient-stijl en zijn gebruik van music loops en samples uit sciencefictionbronnen. Zijn nummer "Novelty Waves" werd gebruikt in reclame van Levi's. Zijn album Substrata uit 1997 wordt beschouwd als een hedendaagse klassieker in het ambientgenre.

## Geschiedenis

### (1962-1991) Geir Jenssen voor Biosphere
Geir Jenssen werd geboren in 1962 in Tromsø, een stad gelegen boven de noordpoolcirkel in het noordelijke punt van Noorwegen. Hij zou later bekend worden om zijn "arctic sound".
In 1983 componeerde hij zijn eerste stuk muziek. In 1985 maakte hij deel uit van het pasgevormde Noorse synthpoptrio Bel Canto. Ze gaven hun eerste twee albums samen uit. In 1989 verliet hij de band om een andere muziekstijl uit te proberen.
Eind jaren tachtig gebruikte hij het pseudoniem Bleep, waaronder hij verschillende 12 inch-elpees produceerde. Zijn werken toen werden beïnvloed door acid house en new beat.
Zijn eerste soloalbum getiteld The North Pole By Submarine verscheen in 1990. Dit album zou uiteindelijk het einde betekenen van zijn pseudoniem Bleep en zou een keerpunt worden in zijn eigen muziekstijl.

### 1991-heden: Geir Jenssen als Biosphere
Nadat The North Pole By Submarine was uitgekomen, koos Jenssen een nieuwe richting qua muziekstijl en begon hij zijn muziek uit te brengen onder de naam Biosphere op obscure Noorse compilatiealbums, waarbij hij een belangrijke stilistische verandering doorvoerde en daarbij elke associatie met "bleephouse" vermeed (begin jaren negentig ontstaan bij het label Warp Records).
In 1991 zag Microgravity, het eerste Biospherealbum, uitgegeven door het kleine Noorse label Origo Sound, het licht. Eerder had Jenssen geprobeerd zijn nieuw album uit te brengen bij het Belgische platenlabel SSR (een sublabel van het vermaarde Crammed Discs), dat niet wist wat te maken van de arctisch beïnvloedde, donkere sciencefictionachtige en cultfilm-sample-gedreven ambient house, die het merendeel van het album uitmaakte. Uiteindelijk lukte het Jenssen het album in 1992 uit te brengen bij het R&S Records-sublabel Apollo, onder veel bijval.
In 1993 werkt hij samen met Pete Namlook als The Fires Of Ork. Ze nemen daarmee een gelijknamig album op. Op het gelijknamige debuutalbum wordt een sample gebruikt van Rutger Hauer uit de film Blade Runner (1982).   
In 1994 kwam zijn tweede Biospherealbum op de markt, Patashnik getiteld. Met Patashnik ging Jenssen verder met het verkennen van zijn eigen ambientstijl tot een nog grotere omvang. Patashnik bevatte hierbij al de eerste trackstructuren die Biosphere zijn eigen stijl zou geven bij verdere albums. Tegenover het eerste album werd Patashnik al vlug bij een groter internationaal publiek bekend. Naar verluidt is de albumtitel Patashnik willekeurig gekozen uit een Russische telefoongids. 
In 1995 was Levi Strauss & Co. op zoek naar nieuw materiaal voor een reclamecampagne (die hiervoor nog nooit gebruik had gemaakt van elektronische muziek) en besloot het "Novelty Waves" van Patashnik te gebruiken. Kort daarna werd "Novelty Waves" uitgebracht als single (met remixen van verschillende andere artiesten) en kwam het in de hitlijsten van verschillende landen terecht. In datzelfde jaar maakte Biosphere het nummer "The Seal and the Hydrophone" exclusief voor Apollo 2 – The Divine Compilation, uitgegeven door Apollo Records.
In 1997 werd Substrata uitgebracht door All Saints Records, een echt ambient-sfeeralbum van Biosphere. Substrata wordt niet alleen beschouwd als Jenssens beste werk, maar wordt ook gezien als een van de tijdloze klassiekers in het ambientgenre.
In 2000 bracht Jenssen Cirque uit bij zijn nieuw platenlabel Touch Records, een ambientalbum gedreven door doffe beats, samples en minimalistische sfeermuziek. Niettemin verkende Cirque ook opnieuw terreinen die waren verkend op eerdere uitgaven van Biosphere; het ritmisch gedeelte van het album bleef een element op de achtergrond ten opzichte van zijn twee eerste albums, waar de drums veel explicieter op de voorgrond kwamen. Ook brengt hij een tweede album als The Fires Of Ork uit met Pete Namlook.
In 2002 kwam Shenzhou uit. Shenzhou was het vijfde album onder Jenssens pseudoniem Biosphere, en was abstracter van aard, vergelijkbaar met het album Selected Ambient Works Volume II van Aphex Twin uit 1994 en het album The Barometric Sea van Deepspace uit 2007. Voor het materiaal op het album werden stukken genomen van Claude Debussy's La Mer.
In 2004 zag Autour de la Lune het licht, Biospheres meest minimalistische en soberste album tot op heden. De doorgaande bassen van dit album zijn vergelijkbaar met die van het album Time Machines van Coil. Het merendeel van dit werk werd afgeleverd en uitgezonden in september 2003 door Radio France Culture voor een muzikale evocatie van Jules Verne.
In 2006 verscheen Dropsonde, deels een ritmisch, deels een niet-ritmisch album bestaande uit jazzritmes herinnerend aan Miles Davis' jazzfusion-werk uit de jaren 70. Een gedeeltelijke vinyluitgave was een paar maanden vroeger, in 2005, verschenen. 
In 2010 was Biosphere een van de hoofdartiesten van het Electronic Music and Visual Arts Festival Störung in Barcelona.

## Discografie

### Als soloartiest
- 1990 - The North Pole by Submarine - als Bleep
- 1991 - Microgravity
- 1994 - Patashnik
- 1997 - Insomnia - soundtrack van Insomnia
- 1997 - Substrata
- 2000 - Cirque
- 2001 - Substrata 2 - dubbel-cd, Substrata remastered + 1996 festival soundtrack van Man with a Movie Camera
- 2002 - Shenzhou
- 2004 - Autour de la lune
- 2006 - Dropsonde
- 2006 - Cho Oyu 8201m – Field Recordings from Tibet - als Geir Jenssen
- 2011 - N-Plants
- 2018 - The Hilvarenbeek Recordings
- 2019 - The Senja Recordings
- 2021 - Angel’s Flight
- 2022 - Shortwave Memories
- 2023 - N-Plants
- 2023 - Inland Delta
- 2025 - The Way of Time

### In samenwerking
Gewoonlijk als Geir Jenssen in plaats van Biosphere:
- 1987 - White-Out Conditions - in samenwerking met Bel Canto
- 1989 - Birds of Passage - in samenwerking met Bel Canto
- 1993 - Fires of Ork - met Pete Namlook
- 1996 - Polar Sequences - met Higher Intelligence Agency (live)
- 1998 - Nordheim Transformed - met Deathprod
- 1999 - Biosystems: The Biosphere Remixes
- 2000 - Birmingham Frequencies - met Higher Intelligence Agency (live)
- 2000 - Fires of Ork II - met Pete Namlook
- 2015 - Stator - met Deathprod